# فرودگاه ل لوس ل کنت
فرودگاه ل لوس ل کنت (به انگلیسی: Le Luc – Le Cannet Airport) (به زبان بومی: Base école Général Lejay) یک فرودگاه نظامی است که یک باند فرود سنگفرش دارد و طول باند آن ۱۳۹۹ متر است. این فرودگاه در کشور فرانسه قرار دارد و در ارتفاع ۸۱ متری از سطح دریا واقع شده است.